# Primula tangutica
Primula tangutica är en viveväxtart som beskrevs av John Firminger Duthie.
Primula tangutica ingår i släktet vivor och familjen viveväxter. Utöver nominatformen finns också underarten Primula tangutica flavescens.